# تشارلز-فرانسوا روي
تشارلز-فرانسوا روي هو سياسي كندي، ولد في 14 سبتمبر 1835 في باس سان ريمون في كندا، وتوفي في 13 أبريل 1882 في Sainte-Anne-de-la-Pocatière ‏ في كندا. نشط حزبياً في حزب كندا المحافظ. وقد انتخب عضو الجمعية الوطنية في كيبك ‏ وانتخب عضو مجلس العموم الكندي.